# Paul Czinner

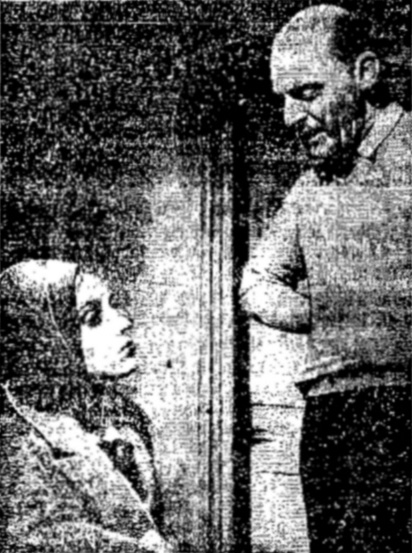
Paul Czinner und Elisabeth Bergner

Paul Czinner (* 30. Mai 1890 in Budapest, Österreich-Ungarn; † 22. Juni 1972 in London) war ein Autor, Filmregisseur und -produzent.

## Leben
Der Sohn des Fabrikanten Bernhard Czinner wuchs in Budapest auf und galt wegen seines virtuosen Geigenspiels als Wunderkind. In Wien studierte er Philosophie und Literaturwissenschaft und schloss sein Studium mit der Promotion ab.
Er lebte ab 1914 in Wien, arbeitete hier als Journalist und lernte Carl Mayer kennen, an dessen Drehbüchern er regelmäßig mitwirkte. Ab 1919 arbeitete er selbstständig für den Film als Autor, Regisseur und Produzent. 1919 erschien Paul Czinners zweiter und „wichtigster“ Film – wie er 1970 im Fernsehen rückblickend meinte – während seiner Schaffenszeit in Wien: der vorexpressionistische Film Inferno. Er lernte die junge Schauspielerin Gilda Langer kennen und verlobte sich Anfang des Jahres 1920 mit ihr. Bevor es zu einer Zusammenarbeit und Hochzeit kommen konnte, verstarb Gilda Langer jedoch im Alter von 23 Jahren am 31. Jänner 1920.
In Berlin, damals Karriere-Sprungbrett für zahlreiche österreichische Filmschaffende, hielt er weiterhin Kontakte zu Carl Mayer und Hans Janowitz, die gerade an der Vorlage zu Das Kabinett des Dr. Caligari arbeiteten, sowie zu Fritz Lang, der gerade Der Herr der Liebe inszenierte und am Anfang seiner erfolgreichen Karriere stand. Gemeinsam haben sie allesamt expressionistischen Einfluss in ihren Werken. Czinner berichtete auch, dass er Bewegung im Film haben wollte und zu diesem Zweck auf einem Dreirad eine Kamera aufbauen lassen habe. Dies soll die erste Fahraufnahme gewesen sein, die daraufhin weltweit zur Anwendung und Weiterentwicklung kam.
1924 bot Czinner Elisabeth Bergner die Hauptrolle in seinem Film Nju an, auch privat wurde sie seine Partnerin, sie heirateten am 9. Jänner 1933. Als Juden flohen sie 1933 nach der Machtergreifung Hitlers zuerst nach Wien und dann nach London. Im Jahr 1934 inszenierte Czinner Katharina die Große mit seiner Frau in der Hauptrolle. Der Film wurde allerdings in Deutschland verboten. 1938 nahmen Czinner und seine Frau die britische Staatsbürgerschaft an. 1939 emigrierten sie nach Amerika. Da sich Filme mit seiner Frau und auch ein gemeinsames Projekt mit Bertolt Brecht nicht realisieren ließen, arbeitete er als Theaterproduzent und Regisseur am Broadway und unternahm von 1943 bis 1945 auch Tourneen.
Nach dem Ende des Krieges kehrte Czinner 1949 nach Österreich und 1950 nach London zurück. Er gründete die Firma Poetic Films, für die er erfolgreiche Ballett- und Opernverfilmungen (Don Giovanni, Der Rosenkavalier) drehte.

## Filmografie
- 1919: Homo immanis. Der Unmensch
- 1919: Inferno
- 1924: Nju
- 1925: Eifersucht (nur Drehbuch)
- 1926: Der Geiger von Florenz
- 1926: Liebe
- 1927: Doña Juana
- 1929: Fräulein Else
- 1929: Die Straße der verlorenen Seelen (The Woman He Scorned)
- 1930: Ariane
- 1932: Der träumende Mund
- 1934: Katharina die Große
- 1935: Verlaß mich niemals wieder
- 1936: As You Like It
- 1939: Stolen Life
- 1955: Don Giovanni
- 1957: Bolschoi-Ballett (The Bolshoi Ballet)
- 1960: The Royal Ballet
- 1962: Der Rosenkavalier
- 1966: Romeo und Julia

## Auszeichnungen
- 1967: Bundesfilmpreis: Filmband in Gold für langjähriges und hervorragendes Wirken im deutschen Film.